# Horst Tappe
Ne doit pas être confondu avec Horst Tappert.
Horst Tappe (né le 13 mai 1938 et décédé le 21 août 2005 à Vevey en Suisse) est un photographe portraitiste allemand. 

## Biographie
Il étudie la photographie à Hambourg et à Francfort, ainsi qu'à Vevey. Il s'établit à Montreux sur les rives du lac Léman en 1965.
Il fait les portraits de plusieurs grands artistes tels que Pablo Picasso, Salvador Dalí, Vladimir Nabokov, Alfred Hitchcock, Charlie Chaplin, de l'écrivaine américaine Patricia Highsmith, du romancier belge Georges Simenon, de l'écrivain français Jean Anouilh faisant du bateau devant Montreux ou du compositeur d'origine russe Igor Stravinsky et de l'artiste expressionniste d'origine autrichienne Oskar Kokoschka.